# 岩井崎観光タクシー
有限会社岩井崎観光タクシー（いわいさきかんこうタクシー）は、宮城県気仙沼市に本社を置くタクシー事業者である。

## 沿革
- 2006年10月1日 - 乗合タクシー「悠悠」の運行終了（五十番タクシーに運行事業者交替）[1]。

## 乗合タクシー
以下の乗合タクシー路線を運行していたが、運行事業者の交替により、現在は運行していない。
新月線上廿ー系統
- 気仙沼（南気仙沼駅） - 気仙沼駅前 - 前木 - 上廿ー

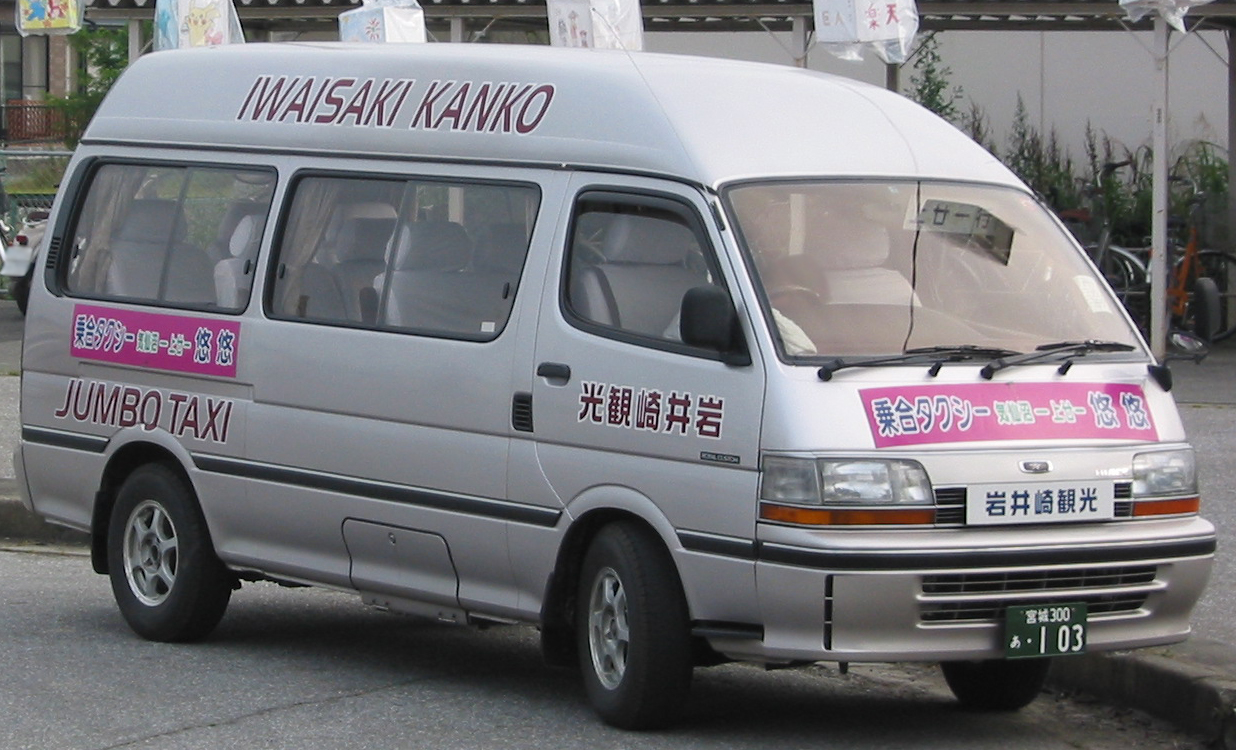
乗合タクシー「悠悠」の車両（当時）

  - 「悠悠」の愛称が付けられている。